# Ian Boswell
Ian Boswell (ur. 7 lutego 1991 w Bend) – amerykański kolarz szosowy, zawodnik profesjonalnej grupy kolarskiej Team Sky.

## Najważniejsze osiągnięcia
2010
- 1. miejsce w Nevada City Classic
- 3. miejsce w Tour of Utah
  -  Zwycięzca klasyfikacji młodzieżowej
- 10. miejsce w Mistrzostwach Stanów Zjednoczonych U-23 (jazda ind. na czas)

2011
- 1. miejsce w Nevada City Classic
- 5. miejsce w Cascade Cycling Classic

2012
- 1. miejsce na 5. etapie  Tour of the Gila
- 2. miejsce w Liège–Bastogne–Liège U-23
- 5. miejsce w Tour of Utah
- 5. miejsce w Tour de l’Avenir

2014
- 9. miejsce w Route du Sud

2015
- 7. miejsce w Tour of California
- 9. miejsce w Trofeo Andratx-Mirador d'Es Colomer

2017
- 5. miejsce w Tour of California

## Starty w Wielkich Tourach
| Grand Tour | 2015 | 2016 |
| ---------- | ---- | ---- |
| Giro       | –    | 71.  |
| Tour       | –    | ?    |
| Vuelta     | 71.  | ?    |